# Everest (film, 1998)
Pour les articles homonymes, voir Everest (homonymie).
Ne doit pas être confondu avec Everest (film, 2015).
Pour plus de détails, voir Fiche technique et Distribution.
Everest est un film documentaire américain tourné en 70 mm, par MacGillivray Freeman Films, sur les difficultés liées à l'ascension de l'Everest, le plus haut sommet du monde au-dessus du niveau de la mer, située dans la chaîne de l'Himalaya, à la frontière entre le Népal (Sagarmatha) et la Chine (Tibet). Le documentaire est sorti en mars 1998.

## Synopsis
Le documentaire de 45 mm est commenté en voix-off par l'acteur irlandais Liam Neeson, et a été tourné entièrement en IMAX. Le documentaire décrit l'entraînement requis pour accomplir l'ascension du sommet de 8 849 mètres, ainsi que les difficultés auxquelles doivent faire face les alpinistes au cours de celle-ci : avalanches, tempêtes, et manque d'oxygène. Le film suit une équipe menée par Ed Viesturs et le réalisateur David Breashears. Les autres membres de l'équipe sont Araceli Segarra, une alpiniste espagnole, et Jamling Tenzing Norgay, fils du premier homme à avoir atteint le sommet de l'Everest avec Edmund Hillary : Tenzing Norgay.
Le tournage du film a eu lieu pendant la saison d'alpinisme 1996 sur l'Everest, qui a notamment vu le décès de huit personnes lors de l'ascension du 10 mai à cause de mauvaises conditions météorologiques. Le documentaire contient des images de cet événement tragique, notamment sur l'aide apportée par l'équipe de tournage à Beck Weathers et aux autres survivants. Le producteur et co-réalisateur Greg MacGillivray a déclaré que, pendant le montage du film, lui et Breashears ont décidé de concentrer le film sur la tragédie, notamment en raison de la popularité du roman de Jon Krakauer, Tragédie à l'Everest (1997), portant sur ces événements. MacGillivray a ainsi déclaré « Dix millions de personnes ont lu ce livre, donc nous devions parler de cet événement. Et je pense que cela renforce le film ».